# Брэдбери, Лен
Ле́нард Брэ́дбери (англ. Leonard Bradbury; июль 1914 — 2007), более известный как Лен Брэдбери (англ. Len Bradbury) — английский футболист, нападающий.

## Футбольная карьера
Уроженец Нортуича (Чешир), Ленард начал футбольную карьеру в команде «Олд Уиттонианс» (Old Wittonians). В мае 1935 года стал игроком молодёжной команды «Манчестер Юнайтед», но уже в январе 1937 года покинул «Юнайтед», не сыграв ни одного матча за первую команду. В сезоне 1937/38 играл за клуб «Нортуич Виктория» в Лиге Чешира. Также играл за футбольные команды Манчестерского университета, Бирмингемского университета, клубы «Мор Грин» (Moor Green) и «Коринтиан».
В октябре 1938 года вернулся в «Манчестер Юнайтед». 28 января 1939 года дебютировал в основном составе «Манчестер Юнайтед» в выездном матче Первого дивизиона против «Челси» на стадионе «Стэмфорд Бридж», забив единственный мяч в этой игре. 11 февраля провёл свой второй (и последний) матч за клуб: это была выездная игра против «Чарльтон Атлетик» на стадионе «Вэлли», в которой «Юнайтед» был разгромлен со счётом 7:1. В дальнейшем в основном составе «Юнайтед» не появлялся, и в 1942 году покинул клуб.

## Статистика выступлений
| Клуб              | Сезон            | Лига | Лига | Кубок | Кубок | Итого | Итого |
| Клуб              | Сезон            | Игры | Голы | Игры  | Голы  | Игры  | Голы  |
| ----------------- | ---------------- | ---- | ---- | ----- | ----- | ----- | ----- |
| Манчестер Юнайтед | 1938/39          | 2    | 1    | 0     | 0     | 2     | 1     |
| Манчестер Юнайтед | Итого            | 2    | 1    | 0     | 0     | 2     | 1     |
| Всего за карьеру  | Всего за карьеру | 1    | 1    | 0     | 0     | 2     | 1     |